# Brian Shawe Taylor
Brian Shawe Taylor  va ser un pilot de curses automobilístiques irlandès que va arribar a disputar curses de Fórmula 1.

## A la F1
Va participar en la primera cursa de la història de la Fórmula 1, el GP de la Gran Bretanya, disputat el 13 de maig del 1950, que formava part del campionat del món de la temporada 1950 de F1, en el qual només va participar en aquesta cursa. La temporada següent va participar en dues curses més puntuables pel campionat de la F1, el GP de França i el GP de la Gran Bretanya. També va disputar nombroses curses no puntuables pel mundial de la F1,

## Resultats a la F1
| Any  | Equip    | Xassís   | Motor      | 1       | 2   | 3   | 4       | 5     | 6   | 7   | 8   | Posició | Punts |
| ---- | -------- | -------- | ---------- | ------- | --- | --- | ------- | ----- | --- | --- | --- | ------- | ----- |
| 1950 | Maserati | Maserati | Straight-4 | GBR 10* | MON | 500 | SUI     | FRA   | BEL | ITA |     |         | 0     |
| 1951 | Ferrari  | Ferrari  | Ferrari    | SUI     | 500 | BEL | FRA DNS |       |     |     |     | -       | 0     |
|      | E.R.A.   | E.R.A.   | Straight-6 |         |     |     |         | GBR 8 | ALE | ITA | ESP | -       | 0     |

(*) Cotxe compartit.

### Resum
| Curses: | Victòries: | Pòdiums: | Poles: | Voltes ràpides: | Punts: |
| ------- | ---------- | -------- | ------ | --------------- | ------ |
| 3       | 0          | 0        | 0      | 0               | 0      |